# محمد البنسير
محمد البنسير أو الدمسيري هو فنان وشاعر من منطقة سوس بالمغرب.

## نشأته
ولد محمد بن لحسن البنسير المعروف أيضا بالدمسيري سنة 1940 في قرية تامسولت إحدى قرى منطقة إلبنسيرن (دمسيرة) قرب ايمنتانوت حيث نشأ وترعرع. وكغيره من صبية القرية كان والده يرسله إلى الكتاب للتعلم ولحفظ القرآن. أخد قسطا لابأس به في العلم الشرعي وحفظ القرآن الكريم. ولهذه المرحلة من طفولته صدى كبيرا في اشعاره بعد ذلك.

## مساره
كانت تستهوي محمد البنسير الحان واشعار الحاج بلعيد وبوبكر أنشاد وغيرهم من فناني الرباب. ومن هنا بدأ في تقليدهم والسير على خطاهم إلى أن اشترى لنفسه ربابا رغم معارضة والده الدي كان يتمنى ان يرى ابنه فقيها وعالما وقد حاول والده ان يقنعه بالتخلي عن الشعر والغناء بكل الوسائل. لكن موهبته في الشعر والغناء جعلته يعقد العزم على مواصلة المشوار رغم معارضة والده. و مضى يلحن وينشد ويغني في قرى منطقته مع بعض اصدقائه في كل المناسبات.
و في بداية الستينات هاجر إلى الخارج وقضى فترة متنقلا بين سويسرا وألمانيا بحثا عن عمل مناسب لكن كل هدا لم يبعده عن هوايته التي وهبها فيما بعد كل حياته. عاد إلى أرض الوطن وانخرط في مجال الشعر والغناء الأمازيغي الدي فجر فيه كل طاقته.تعرض محمد البنسير لحادثة سير اواخر السبعينات الزمته الكرسي المتحرك طوال حياته.
رغم الإعاقة غنى الحاج محمد البنسير وأبدع في كل الأغراض (الدينية والاجتماعية والوطنية والسياسية) غنى للفقراء والمحرومين حيث اجج العواطف والهب حماس الجماهير الشعبية الفقيرة التي ظل طوال حياته وفيا لقضاياها وهمومها بل واجه من أجلها كل التحديات حيث كان أول فنان أمازيغي ان لم اقل مغربي يعتقل وينفى لمواقفه من الأوضاع السائدة في بلاده.

## وفاته
رحل هذا الفنان العظيم في صمت رهيب بعد غيبوبة دامت 24 ساعة سنة 1989 في مدينة الدار البيضاء ليترك لنا ارثا فنيا ضخما وتاريخا حافلا بمواقف شجاعة.
قام الاستاذ الباحث في الثقافة الأمازيغية محمد المستاوي بجمع أغلب قصائده واشعاره في مجلد من عدة أجزاء.

## وصلات خارجية
- صفحة محمد البنسير على فيسبوك
- حوار مع الفنان محمد البنسير سنة 1989